# Episodi di Douglas Fairbanks, Jr., Presents (terza stagione)
La terza stagione della serie televisiva Douglas Fairbanks, Jr., Presents è andata in onda negli Stati Uniti dal 29 settembre 1954 al 12 ottobre 1955 sulla NBC.
| nº | Titolo originale                                        | Prima TV USA      |
| -- | ------------------------------------------------------- | ----------------- |
| 1  | Mr. Sampson                                             | 29 settembre 1954 |
| 2  | Man Who Heard Everything                                | 13 ottobre 1954   |
| 3  | The Last Knife                                          | 20 ottobre 1954   |
| 4  | Rehearsal                                               | 3 novembre 1954   |
| 5  | Face of the Law                                         | 10 novembre 1954  |
| 6  | The Relative Truth                                      | 24 novembre 1954  |
| 7  | The Lovely Place                                        | 8 dicembre 1954   |
| 8  | The Mix-Up                                              | 15 dicembre 1954  |
| 9  | Silent Night: The Story of the Original Christmas Carol | 22 dicembre 1954  |
| 10 | Stand By                                                | 29 dicembre 1954  |
| 11 | Forever Is a Long Time                                  | 12 gennaio 1955   |
| 12 | Border Incident                                         | 26 gennaio 1955   |
| 13 | The Patriarch                                           | 2 febbraio 1955   |
| 14 | The Hideaway                                            | 9 febbraio 1955   |
| 15 | The 90th Day                                            | 16 febbraio 1955  |
| 16 | Counterfeit                                             | 23 febbraio 1955  |
| 17 | Honeymoon Deferred                                      | 2 marzo 1955      |
| 18 | The Long White Line                                     | 9 marzo 1955      |
| 19 | The Dark Lake                                           | 16 marzo 1955     |
| 20 | Pitfall                                                 | 23 marzo 1955     |
| 21 | Con Cregan's Legacy                                     | 6 aprile 1955     |
| 22 | Crime à la Carte                                        | 13 aprile 1955    |
| 23 | Room 506                                                | 20 aprile 1955    |
| 24 | The Thoroughbred                                        | 27 aprile 1955    |
| 25 | While the Circus Passes                                 | 4 maggio 1955     |
| 26 | The Leprechaun                                          | 11 maggio 1955    |
| 27 | The Little Big Shot                                     | 18 maggio 1955    |
| 28 | The Auction                                             | 25 maggio 1955    |
| 29 | The Only Son                                            | 1º giugno 1955    |
| 30 | Goodbye Tomorrow                                        | 8 giugno 1955     |
| 31 | Another Day                                             | 15 giugno 1955    |
| 32 | Flight One-Zero-One                                     | 29 giugno 1955    |
| 33 | The Wedding Dress                                       | 13 luglio 1955    |
| 34 | Enchanted Doll                                          | 20 luglio 1955    |
| 35 | Tony                                                    | 3 agosto 1955     |
| 36 | Blue Murder                                             | 24 agosto 1955    |
| 37 | The Sound of Your Voice                                 | 31 agosto 1955    |
| 38 | Big Nick                                                | 7 settembre 1955  |
| 39 | The Milkman                                             | 14 settembre 1955 |
| 40 | The Treasure of Urbano                                  | 28 settembre 1955 |
| 41 | Atlantic Night                                          | 5 ottobre 1955    |
| 42 | The Hero                                                | 12 ottobre 1955   |

## Mr. Sampson
- Prima televisiva: 29 settembre 1954

### Trama
- Guest star: Sybil Thorndike (Catherine), Joyce Carey (Caroline), Joseph Tomelty (Mr. Sampson)

## Man Who Heard Everything
- Prima televisiva: 13 ottobre 1954

### Trama
- Guest star: Michael Gough (Charlie), Brenda Bruce (Emily), Joan Hickson (infermiera Gibson), Lloyd Pearson (Sir Hubert Phillips)

## The Last Knife
- Prima televisiva: 20 ottobre 1954

### Trama
- Guest star: Sheila Shand Gibbs (Katie), Lily Kann (Lilly), Christopher Lee (Tolsen), Carl Jaffe (Pepo), Bill Fraser (Ringmaster), Peggy Ann Clifford (signora grassa)

## Rehearsal
- Prima televisiva: 3 novembre 1954

### Trama
- Guest star: Marius Goring (Nicol Pascal), Lucie Mannheim (Nanette Pascal), Maureen Swanson (Marguerite), Frederick Valk (Vanderhof)

## Face of the Law
- Prima televisiva: 10 novembre 1954

### Trama
- Guest star: Ron Randell (American Tourist), Patric Doonan (PC Bill Curtis)

## The Relative Truth
- Prima televisiva: 24 novembre 1954

### Trama
- Guest star: Patrick Holt (Chris O'Mara), Liam Redmond (Larry O'Rorke), Barbara Mullen (Mrs. O'Rorke), Sheila Manahan (Sheila Brady), Anita Sharp-Bolster (Miss McCardle), Martin Miller (Polwatski), Nicholas Parsons (Steve Brown)

## The Lovely Place
- Prima televisiva: 8 dicembre 1954

### Trama
- Guest star: Diana Dors (Angie), Ron Randell (Bob), Angela O'Farrell (Bobbie), Eric Pohlmann (Dan), Bill Nagy (Martin)

## The Mix-Up
- Prima televisiva: 15 dicembre 1954

### Trama
- Guest star: Patrick Holt (Peter), Eunice Gayson (Angela), Frederick Valk (Donaffrio), Karel Stepanek (Manager), Bill Fraser (Mr. Taggoria), Jean Anderson (Mrs. Taggoria), Ann Stephens (Rosa Taggoria), Gaylord Cavallaro (Frank)

## Silent Night: The Story of the Original Christmas Carol
- Prima televisiva: 22 dicembre 1954

### Trama
- Guest star: Gerard Heinz

## Stand By
- Prima televisiva: 29 dicembre 1954

### Trama
- Guest star: Clifford Evans (capitano Terry Day), Sarah Lawson (Joan), Neil Hallett (Bill)

## Forever Is a Long Time
- Prima televisiva: 12 gennaio 1955

### Trama
- Guest star: Richard O'Sullivan (David Howard), Terence Alexander (Frank Howard), Pamela Allen (Martha Howard), Roberta Huby (Constance Trevor), Philip Vickers (Charles Trevor), Leslie Weston (giardiniere)

## Border Incident
- Prima televisiva: 26 gennaio 1955

### Trama
- Guest star: William Sylvester (Henry Jefferson), Balbina (Teresa), Paul Carpenter (Tommy), Richard Molinas (Alberti), Selma Vaz Dias (Madame Alberti), Christopher Lee (ufficiale), MacDonald Parke (Winters), Martin Benson (First Frenchman), Jacques Cey (Second Frenchman)

## The Patriarch
- Prima televisiva: 2 febbraio 1955

### Trama
- Guest star: Finlay Currie (Jacob Van Klemens), Renée Asherson (Anna Van Klemens), Richard Leech (Johann Van Klemens), Anthony Klouda (Peter Van Klemens), Gabrielle Brune (Hilde), Jack Lambert (dottor Halwerd)

## The Hideaway
- Prima televisiva: 9 febbraio 1955

### Trama
- Guest star: Harcourt Williams (Mr. Collins), Dorothy Alison (Bertha Parker), Mandy Miller (Anna Parker), Cyril Chamberlain (Ben Parker), Grace Arnold (Mrs. Peacham), Frederick Piper (Police Sergeant), Jack Stewart (detective)

## The 90th Day
- Prima televisiva: 16 febbraio 1955

### Trama
- Guest star: Helen Horton (Betty), Peter Grant (Tim), Donald Stewart (Vince Felton), Alan Gifford (tenente Joe Mannon), Michael Balfour (Pete), George Margo (Paul Shipley), Alan Tilvern (Moose Buchanan), Wendie Adams, Marvin Kane

## Counterfeit
- Prima televisiva: 23 febbraio 1955

### Trama
- Guest star: Robert Beatty (Paul Rice), Linda Caroll (Lili), Rolf von Nauckhoff (Keller), Ernst Fritz Fürbringer (Linder), Klaus W. Krause (Wertzel), Hans Hinrich (Lemnitz)

## Honeymoon Deferred
- Prima televisiva: 2 marzo 1955

### Trama
- Guest star: Betta St. John (Peg Hardy), Robert Arden (Dick Hardy), Liam Redmond (Fred Jensen), Patrick Allen (Pulaski), Alan Gifford (Police Captain)

## The Long White Line
- Prima televisiva: 9 marzo 1955

### Trama
- Guest star: Nora Swinburne (Grace Stevens), Joyce Heron (Mary Hardy), Shirley Douglas (Molly Gaines), Lily Kann (Mrs. Lorega), Anna Turner (Mrs. Brooks), Gillian Lutyens (Mrs. Andrews), Gene Anderson (Miss Randall), Paulle Clark (Pharmacist)

## The Dark Lake
- Prima televisiva: 16 marzo 1955

### Trama
- Guest star: Googie Withers (Laura), August Riehl (Erich), Hans von Morhart (Albert), Ursula Traun (Mutti), Hans Pfleger (Station Master), Eddy London (Tony), Klaus W. Krause (dottore)

## Pitfall
- Prima televisiva: 23 marzo 1955

### Trama
- Guest star: Patrick Holt (Hunk), Betta St. John (Patricia), Delphi Lawrence (Gabrielle), MacDonald Parke (Arthur Holcomb), John Welsh (George Greaves)

## Con Cregan's Legacy
- Prima televisiva: 6 aprile 1955

### Trama
- Guest star: Liam Redmond (madre di Con Cregan), Patrick McAlinney (Henry McCabe), Cecil Brock (Shamus McCabe), Norah Gorsen (Rosie McGee), Mark Daly (Joe the Post)

## Crime à la Carte
- Prima televisiva: 13 aprile 1955

### Trama
- Guest star: James Hayter (Al Hosmer), Noel Purcell (Willie Hosmer), Hartley Power (Tatum), Walter Crisham (Michelson), Martin Benson (Howard Geiger), Maurice Kaufmann (Arnold), Valerie Jene (Cathy), Vic Wise (Painter)

## Room 506
- Prima televisiva: 20 aprile 1955

### Trama
- Guest star: Mary Jerrold (Sally Arms), Eddie Byrne (Eddie Mulhane), Al Mulock (Denver Smith), Bill Nagy (Hearn), Jon Farrell (Harley), Helen Backlin (ragazza), Gaylord Cavallaro (impiegato)

## The Thoroughbred
- Prima televisiva: 27 aprile 1955

### Trama
- Guest star: Eunice Gayson (Nora Kenealy), Joseph Tomelty (Culhane), Cyril Cusack (Amos Kell), Tony Quinn (Kelly), Michael Ripper (Ryan), Percy Herbert (Pat Hanaghan), Desmond Jordan (Bell Hop)

## While the Circus Passes
- Prima televisiva: 4 maggio 1955

### Trama
- Guest star: Eva Maria Meineke (Maria Hoffman), Oliver Hassencamp (Max Hoffman), Malte Jäger (Joseph), Maria Krahn (Frau Reich), Dieter Krause (Otty)

## The Leprechaun
- Prima televisiva: 11 maggio 1955

### Trama
- Guest star: Eddie Byrne (Michael Finney), Sean Barrett (Timothy Mulligan), Fiona Clyne (Maureen Mulligan), Bee Duffell (Mrs. Jernahan), Fred Johnson (Barney Mulligan), Charles Lloyd Pack (Elmer J. Ellis), Shamus Locke (Liam Finney), Maureen Pryor (Mrs. Mulligan), Anita Sharp-Bolster (Mrs. Finney)

## The Little Big Shot
- Prima televisiva: 18 maggio 1955

### Trama
- Guest star: Diana Wynyard (Lucille), Peter Dyneley (Mitch), Hartley Power (giudice Marc Livingston), Diana Decker (Florida)

## The Auction
- Prima televisiva: 25 maggio 1955

### Trama
- Guest star: Adrienne Corri (Jessie), William Hartnell (Christy), Frank Pettingell (Auctioneer), Ewan Roberts (Freed)

## The Only Son
- Prima televisiva: 1º giugno 1955

### Trama
- Guest star: Cyril Cusack (Barton Holman), Eithne Dunne (Freda Holman), Gordon Tanner (George Meeker), Barry Lowe (Ed Laney), Bill Nagy (Car driver), Richard Lyon (Jimmy)

## Goodbye Tomorrow
- Prima televisiva: 8 giugno 1955

### Trama
- Guest star: Phil Brown (Sam Harper), Tilda Thamar (Madeleine), Eileen Moore (Ann), C. Denier Warren (Mr. Pilkington), Lionel Murton (Mr. Ackerman)

## Another Day
- Prima televisiva: 15 giugno 1955

### Trama
- Guest star: Ron Randell (Simon Swayne), Clifford Evans (George McElroy), Ursula Howells (Nora McElroy), Frederick Leister (The Governor), Alexander Gauge (Percival Haverstraw), John Cazabon (Winston), Frank Singuineau (Chris Link)

## Flight One-Zero-One
- Prima televisiva: 29 giugno 1955

### Trama
- Guest star: Patrick Barr (capitano Jimmy Blair), George Coulouris (Sala), Jeanette Sterke (Ann Knowles), Lyndon Brook (Jerry Saunders), Marne Maitland (Armind Patel), John Le Mesurier (dottor Garside), Edith Sharpe (Mrs. Garside), Wensley Pithey (ufficiale), Ivan Craig (Martin)

## The Wedding Dress
- Prima televisiva: 13 luglio 1955

### Trama
- Guest star: Christopher Lee (tenente Krainski)

## Enchanted Doll
- Prima televisiva: 20 luglio 1955

### Trama
- Guest star: Freda Jackson (Rose Calamit), James Hayter (dottor Symonds), Josephine Griffin (Mary Nolan), Nora Gordon (Mrs. Fairlie), Wensley Pithey (Jim Carter), Mark Daly (Workman), Sally Stephens (Angela)

## Tony
- Prima televisiva: 3 agosto 1955

### Trama
- Guest star: Fay Compton (Mrs. Saunders), Muriel Pavlow (Margaret Osborne), Derek Bond (Michael Farron), Beatrice Varley (Emily)

## Blue Murder
- Prima televisiva: 24 agosto 1955

### Trama
- Guest star: Eleanor Summerfield (Genevieve Crain), Josephine Griffin (Kay), Joyce Carey (Lady Cherwell), Vernon Greeves (Armitage), Diana Lambert (Pamela), Penny Morrell (Phyllis)

## The Sound of Your Voice
- Prima televisiva: 31 agosto 1955

### Trama
- Guest star: Ian Hunter (Harold Bennet), Eleanor Summerfield (Grace Turner), Joyce Heron (Judy Bennet), Peter Dyneley (Bill Stevens), Helen Backlin (Mary)

## Big Nick
- Prima televisiva: 7 settembre 1955

### Trama
- Guest star: Rossano Brazzi (Nick Trinita), Valentina Cortese (Luisa Pascoli), Guido Martufi (Tony Carmatti), Stella Vitelleschi (Nick), Mino Doro (prete)

## The Milkman
- Prima televisiva: 14 settembre 1955

### Trama
- Guest star: Leslie Dwyer (Will Potter), Mary Mackenzie (Vera), Leslie Perrins (J. Berns), Harold Goodwin (Henry), Eric Pohlmann (Eulenspiegel), Patrick Boxill (Secretary), Alastair Hunter (poliziotto)

## The Treasure of Urbano
- Prima televisiva: 28 settembre 1955

### Trama
- Guest star: Marina Berti (Marianna), Tullio Carminati (Luigi), Mino Doro (Deledda), Tonio Selwart (Stross)

## Atlantic Night
- Prima televisiva: 5 ottobre 1955

### Trama
- Guest star: André Morell (capitano Arthur Welch), Michael Goodliffe (Chief Officer Fraser), John Stratton (Third Officer Watson), Harold Goodwin (operatore radio Jenkins), Allan McClelland (Second Officer O'Mara), Anthony Oliver (operatore radio Phillips), Ray Jackson (Apprentice Gray), Victor Maddern (Donkeyman Ernest Gill), Kenneth Haigh (operatore radio Rennie)

## The Hero
- Prima televisiva: 12 ottobre 1955

### Trama
- Guest star: Frank Latimore (Joe Fellowes), Constance Smith (Clara), Gertrude Flynn (Mary)